# Li Hui (ur. 1985)
Li Hui (chiń. 李繪; ur. 2 marca 1985) – chińska zapaśniczka w stylu wolnym. Olimpijka z Aten 2004, gdzie zajęła dziewiąte miejsce w kategorii 48 kg.
Trzykrotna uczestniczka mistrzostw świata, brązowa medalistka z 2003. Zdobyła dwa złote medale na mistrzostwach Azji, w 2010 i 2012. Druga w Pucharze Świata w 2012. Wojskowa mistrzyni świata w 2010 roku.